# Kaxixó
Los Kaxixó (kaʃiˈʃɔ) son una etnia indígena, que habita en los municipios de Martinho Campos y Pompéu del estado de Minas Gerais, Brasil. Están dispersos en una amplia área alrededor de Capão do Zezinho, una aldea en la margen izquierda del río Pará. 

## Historia
Desde el siglo XVIII los portugueses despojaron de sus tierras y esclavizaron a los Kaxixó. Convertidos en sirvientes, agregados y finalmente en jornaleros de las haciendas, la etnia se mestizó con otros indígenas llevados a la región como cariños (esclavos), africanos y colonos, pero a pesar de ello mantuvo su identidad. La gruta donde es venerada Nuestra Señora de Lapa es considerada un lugar sagrado de la etnia. Después de 15 años de lucha, fueron reconocidos oficialmente como pueblo indígena en 2001. Actualmente reivindican la demarcación de su territorio ocupado por haciendas.

## Subsistencia
La mayoría de los Kaxixó trabajan en las haciendas de la región. Tienen parcelas de pancoger en las 35 hectáreas que conservan y además fabrican y venden artesanías.